# Vitrail du souvenir
Un vitrail du souvenir est un vitrail commémorant des soldats décédés au cours d'une guerre. Ces formes particulières de monuments aux morts se rencontrent principalement dans certaines églises de France, en souvenir de la Première Guerre mondiale.

## Caractéristiques
Les vitraux du souvenir (également appelés vitraux des morts, de guerre ou patriotiques) sont les équivalents chrétiens des monuments aux morts érigés dans les communes françaises au sortir de la Première Guerre mondiale. Ils se rencontrent en grand nombre dans le Pas-de-Calais, plus d'une cinquantaine de communes disposant d'un édifice contenant un tel vitrail.

## Liste par département
En France, en mémoire de la Première Guerre mondiale.

### Aisne
- Église Saint-Leu de Parpeville

Double baie réalisée en 1930 par le maître verrier belge Alphonse Léopold De Troeyer.

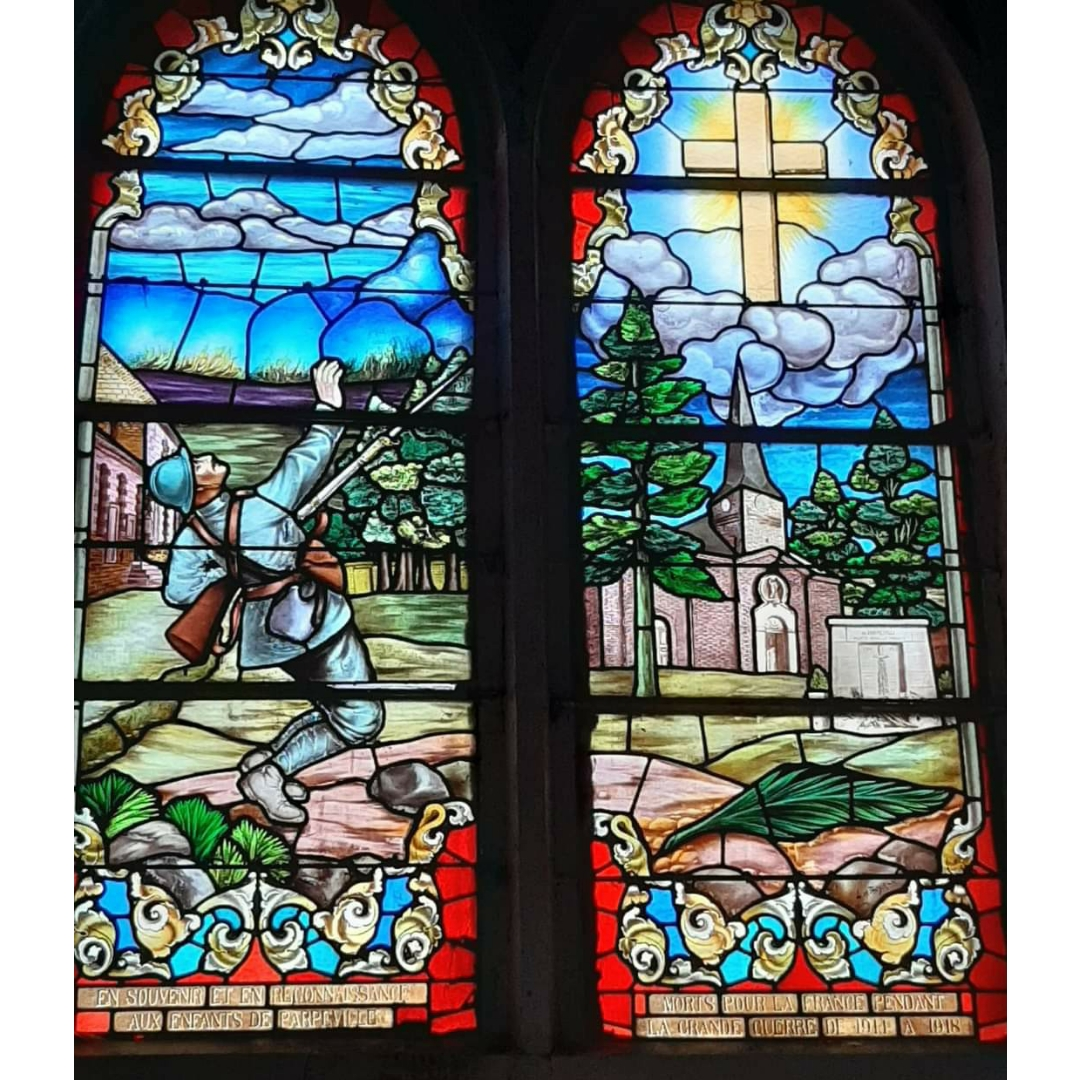
Vitrail commémoratif en double baie de la Grande Guerre 1914-1918 par Alphonse Léopold De Troeyer, maître-verrier
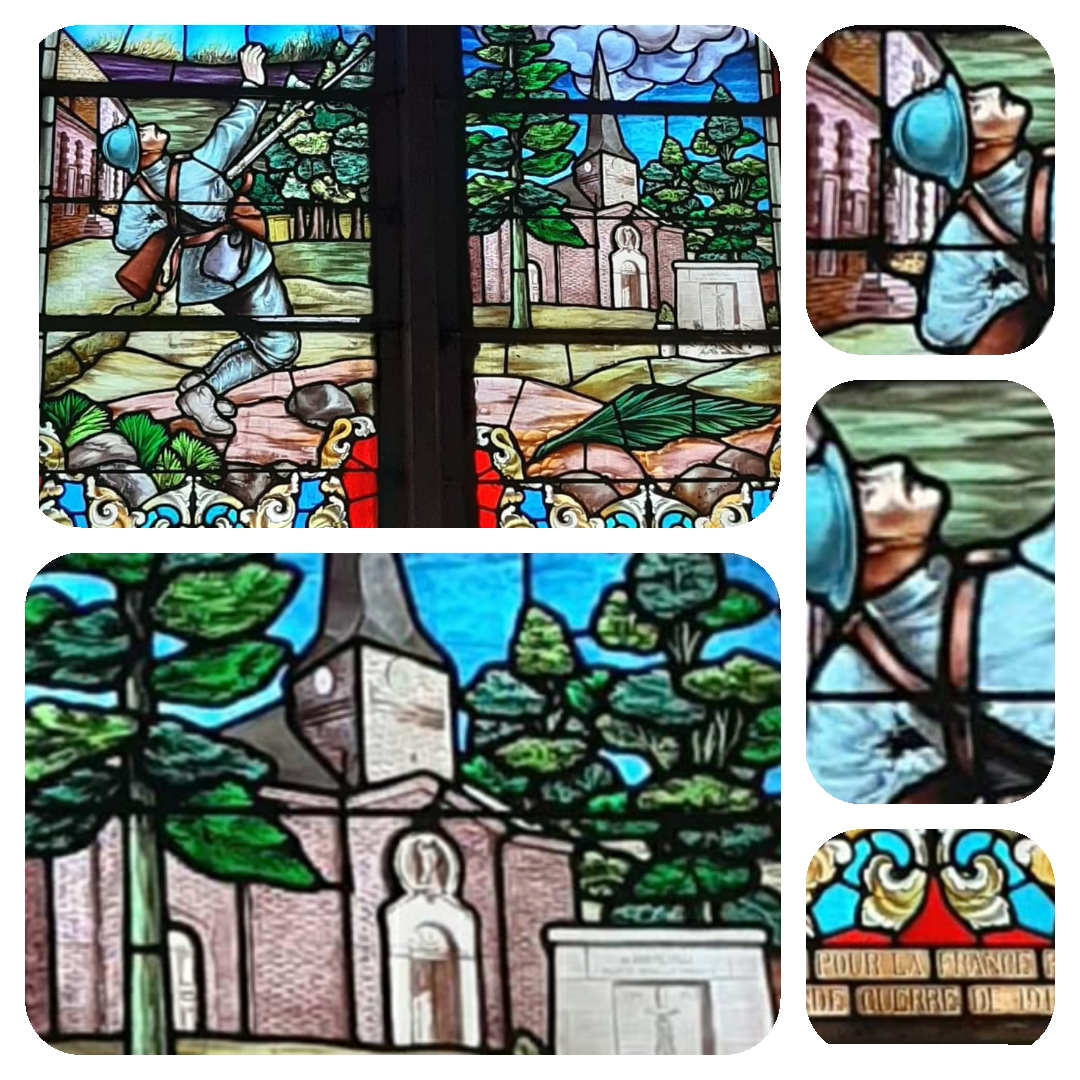
Détails du vitrail commémoratif réalisé par le maître-verrier Alphonse Léopold De Troeyer.

### Bouches-du-Rhône
- Basilique du Sacré-Cœur de Marseille

La basilique fut construite pour commémorer la peste de 1720 et servir de mémorial de la Première Guerre mondiale. Dans le chœur de l'édifice, un hommage aux poilus morts pendant la Première Guerre mondiale est rendu avec 12 vitraux du souvenir répartis en 6 baies.

Chœur de la basilique du Sacré-Cœur de Marseille
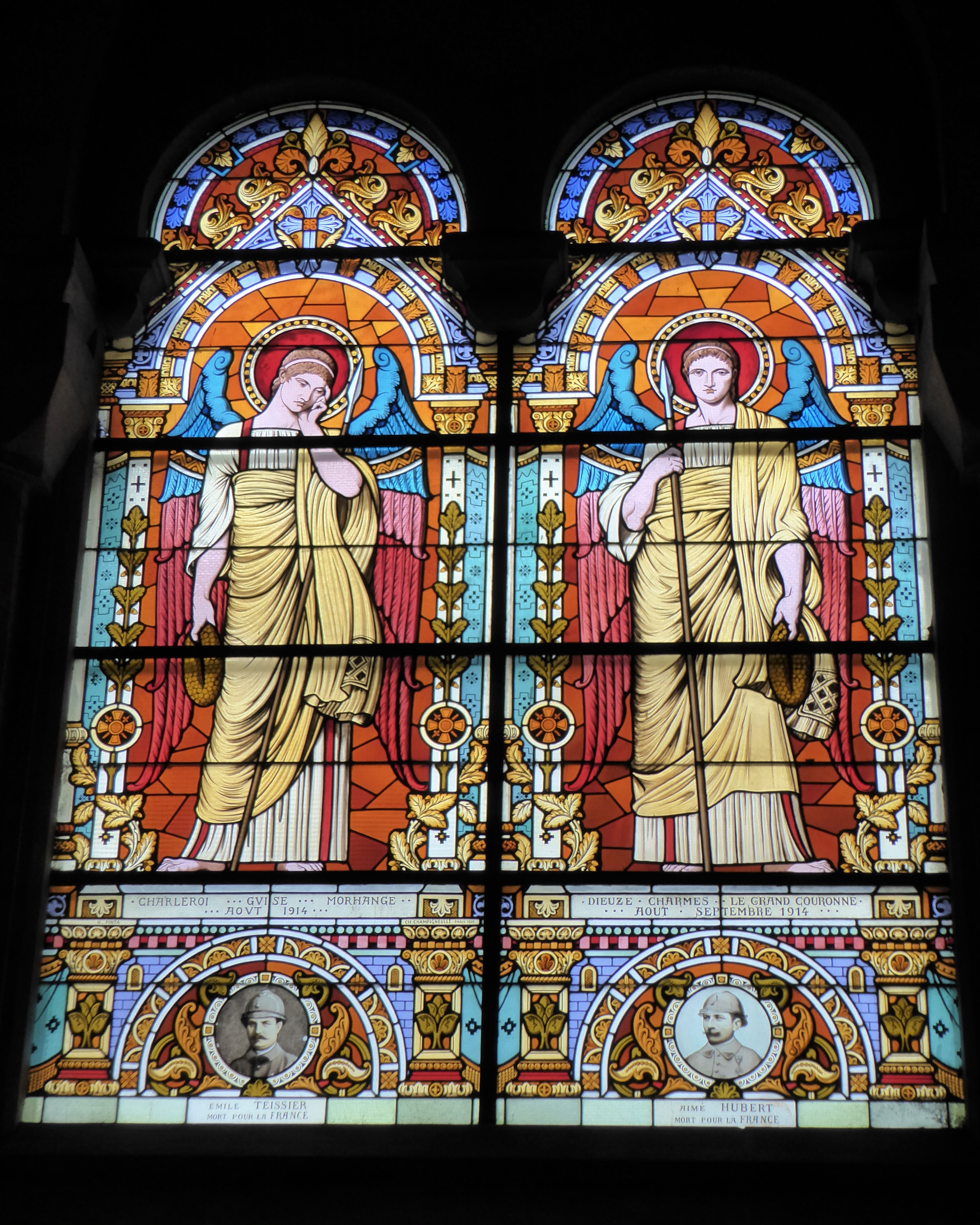
Baie 5 Août-septembre 1914.
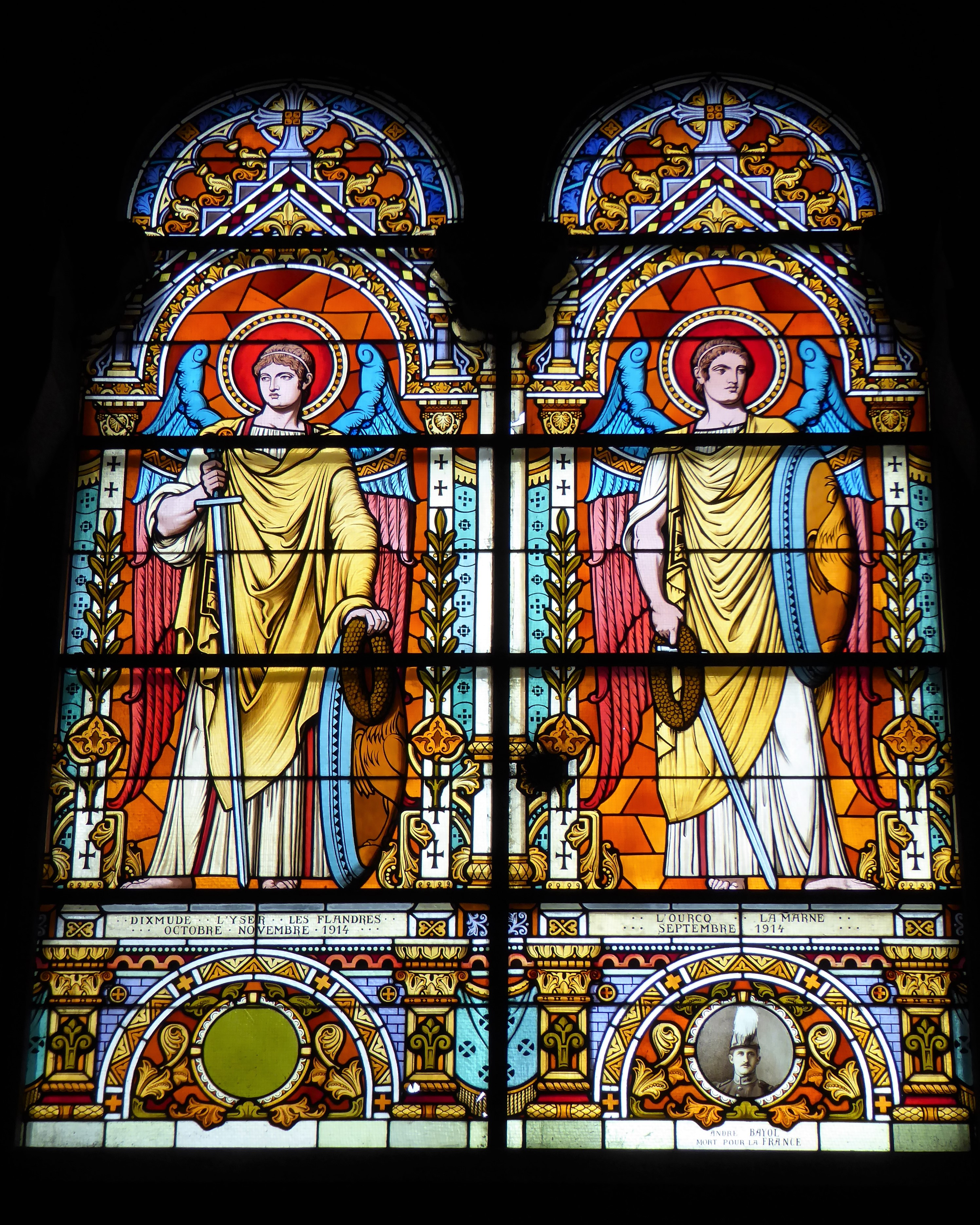
Baie 3 Septembre-octobre-novembre 1914.
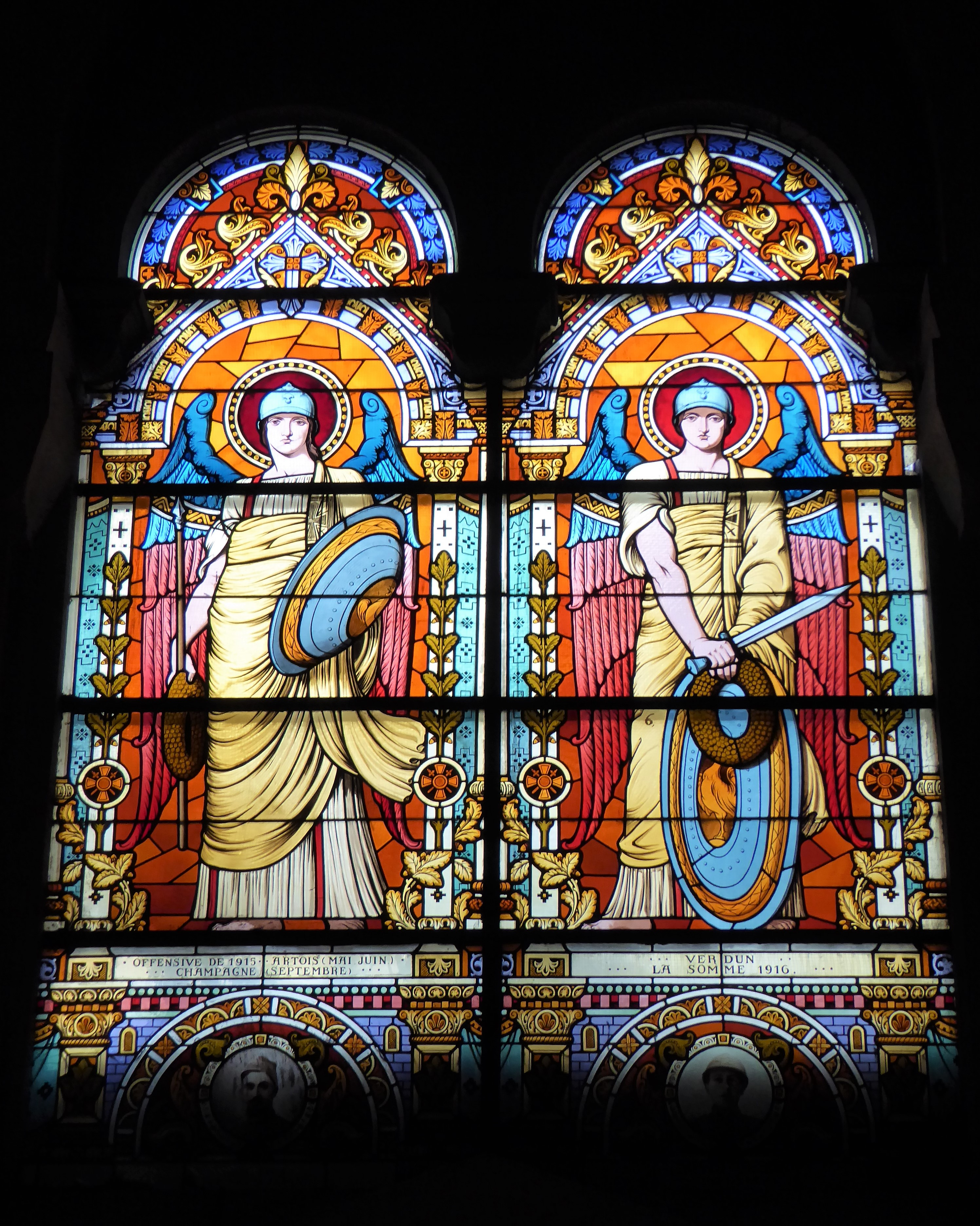
Baie 1 1915-1916.
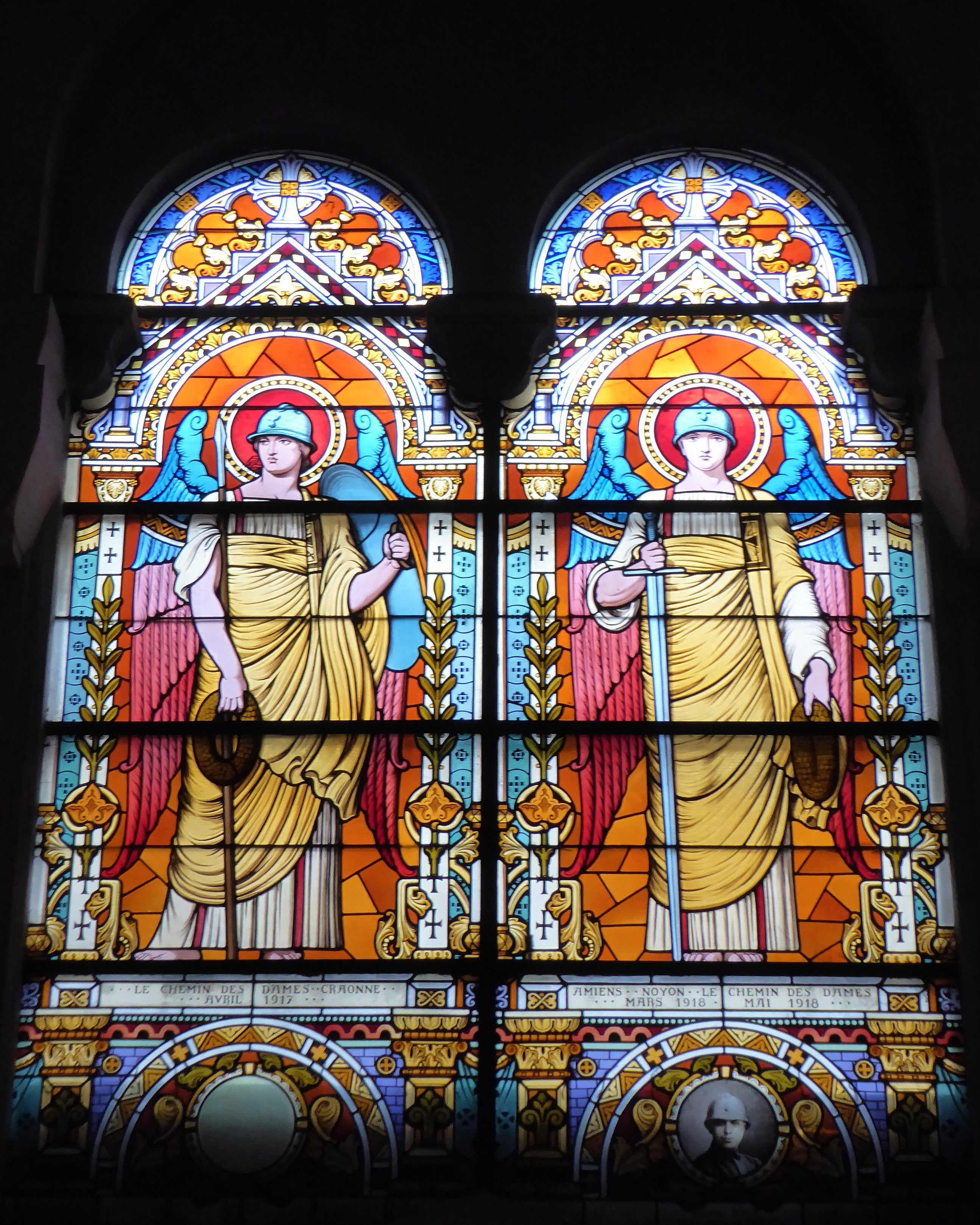
Baie 2 1917-1918.
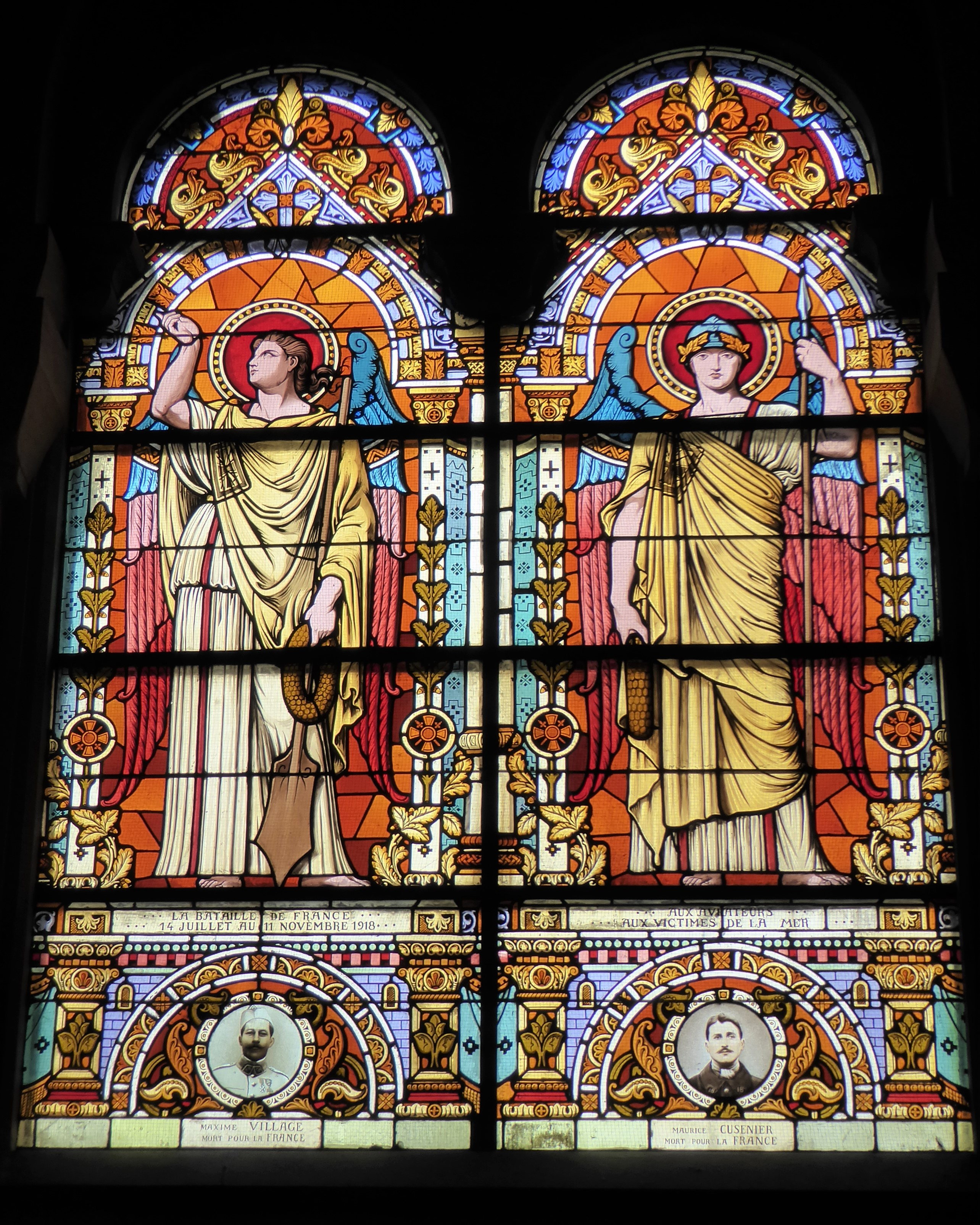
Baie 4 14 juillet - 11 novembre 1918.
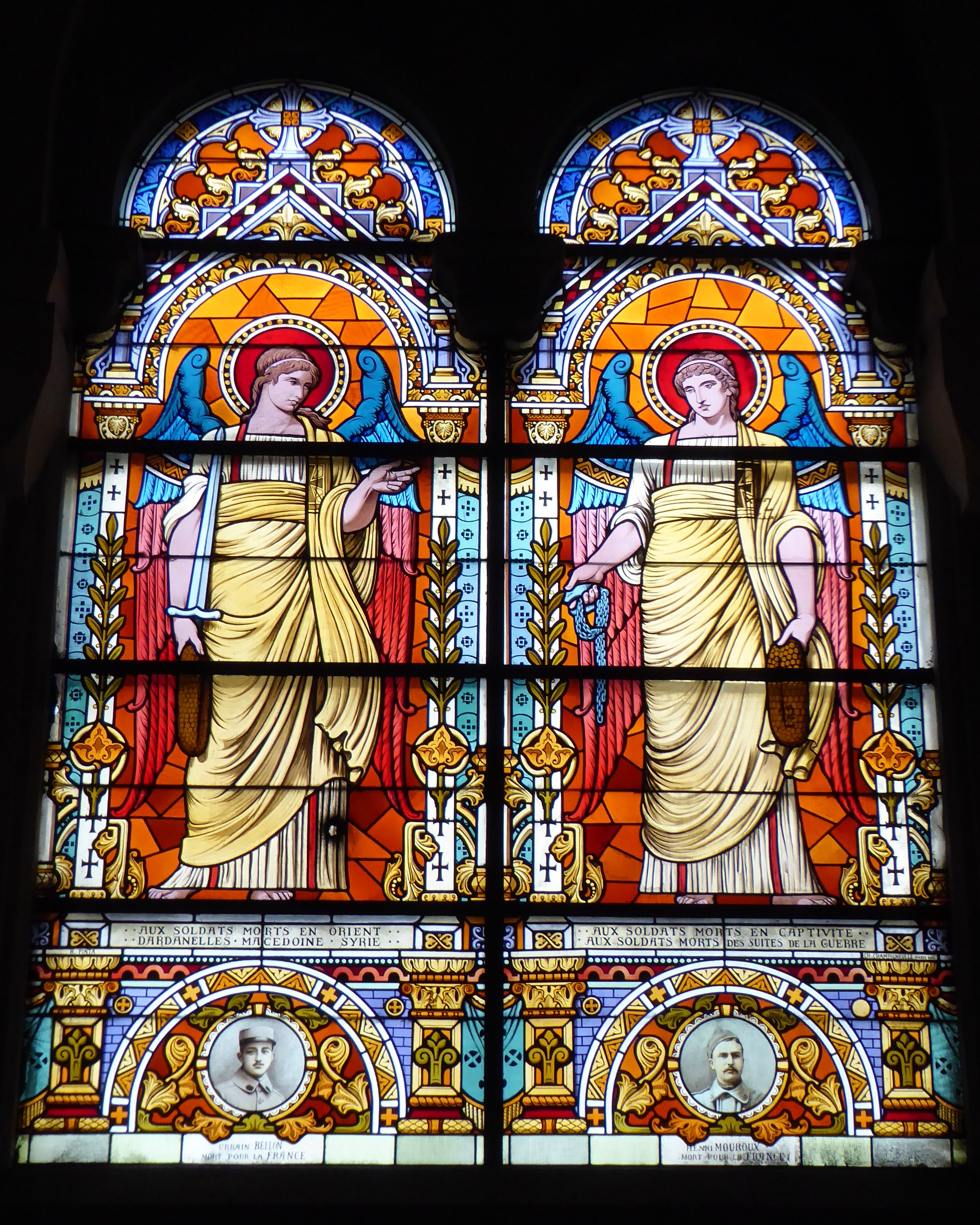
Baie 6 Après 1918.

### Calvados
- Église Saint-Aubin de Cernay par Charles Lorin[2] : baies 3 et 4, inscrites à l'inventaire général du patrimoine culturel[3].

### Eure
- Église Saint-Victor de Saint-Victor-de-Chrétienville, par Charles Lorin[2].

Église Saint-Victor
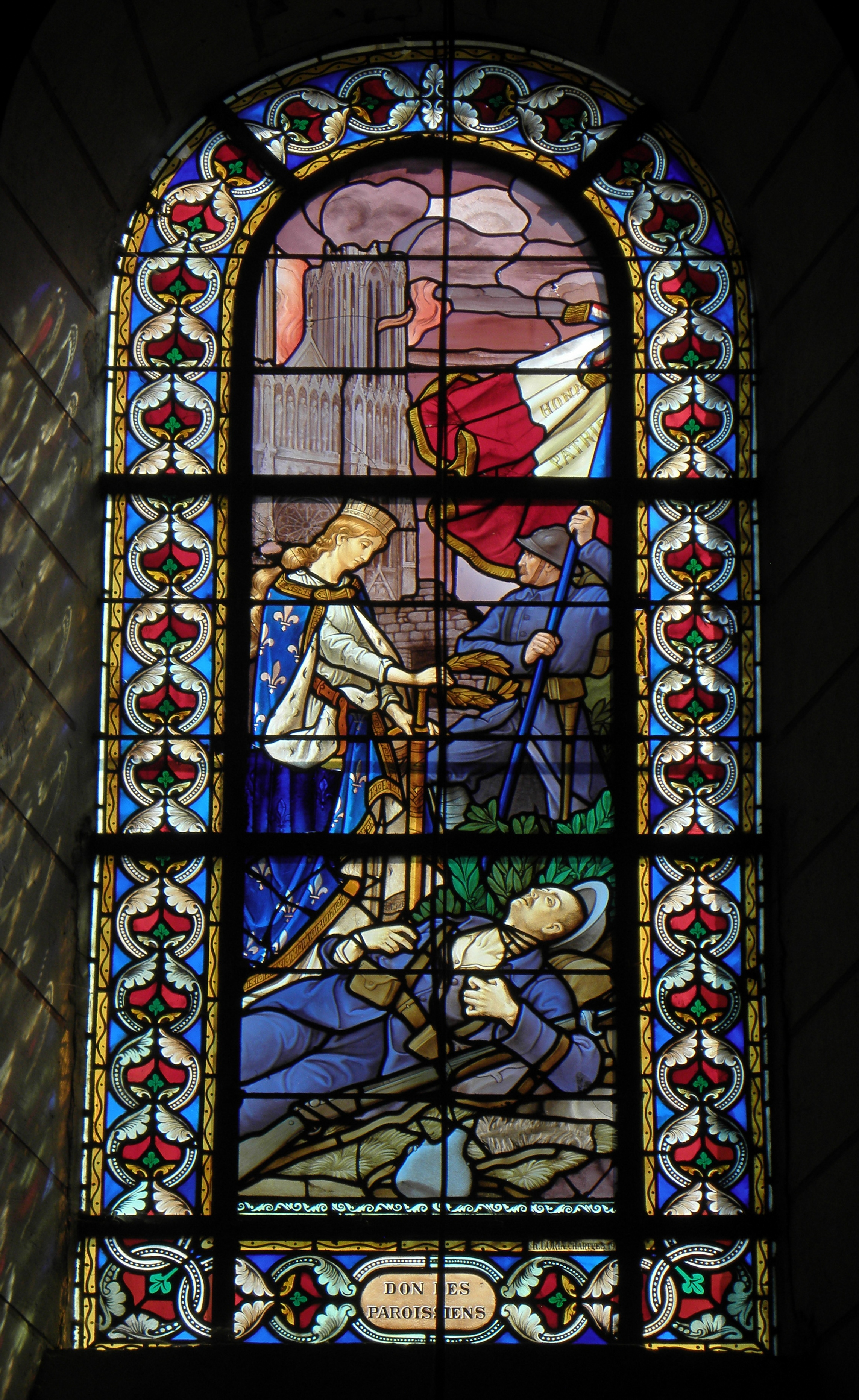
Baie 7.
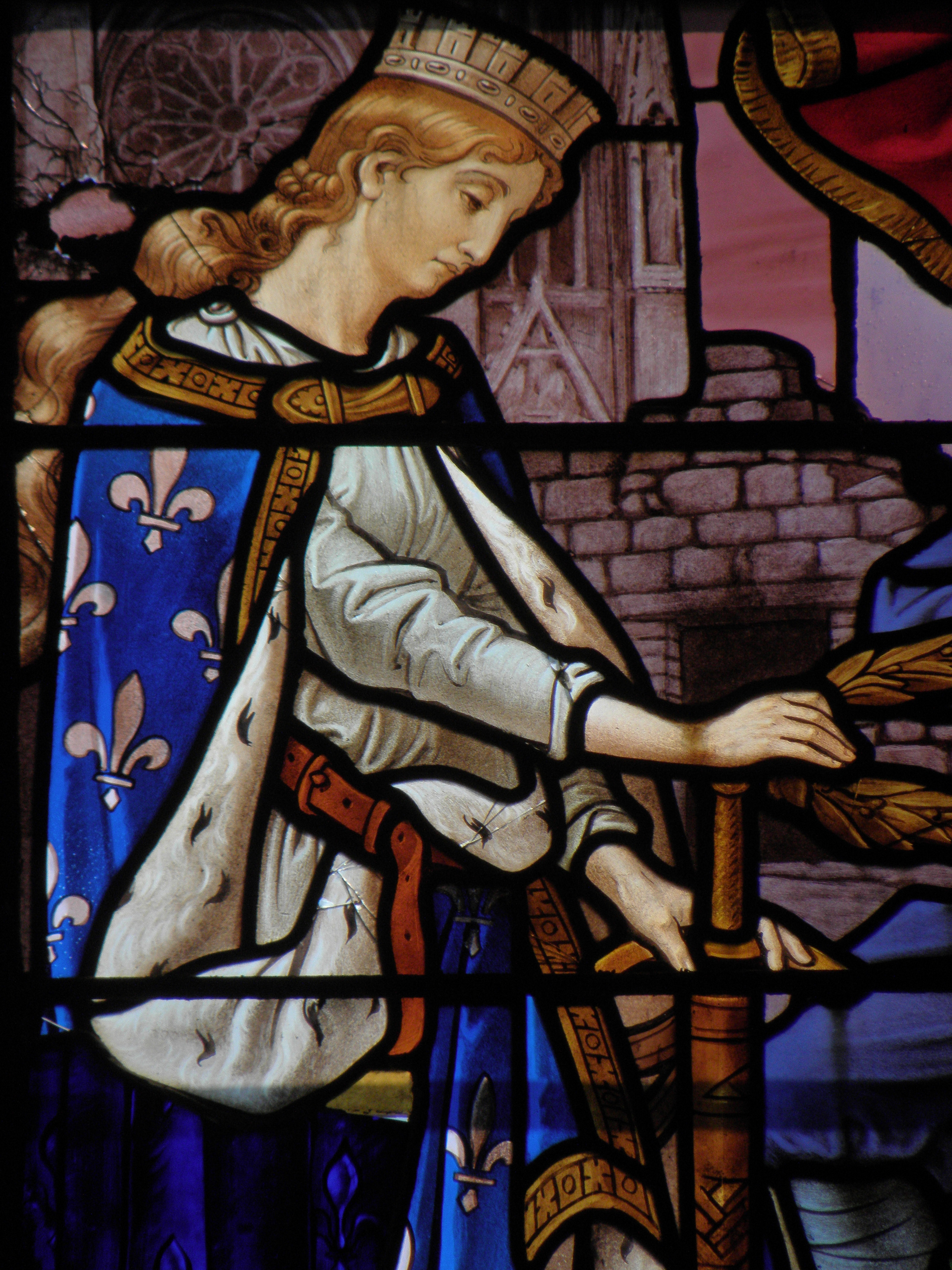
Détail.
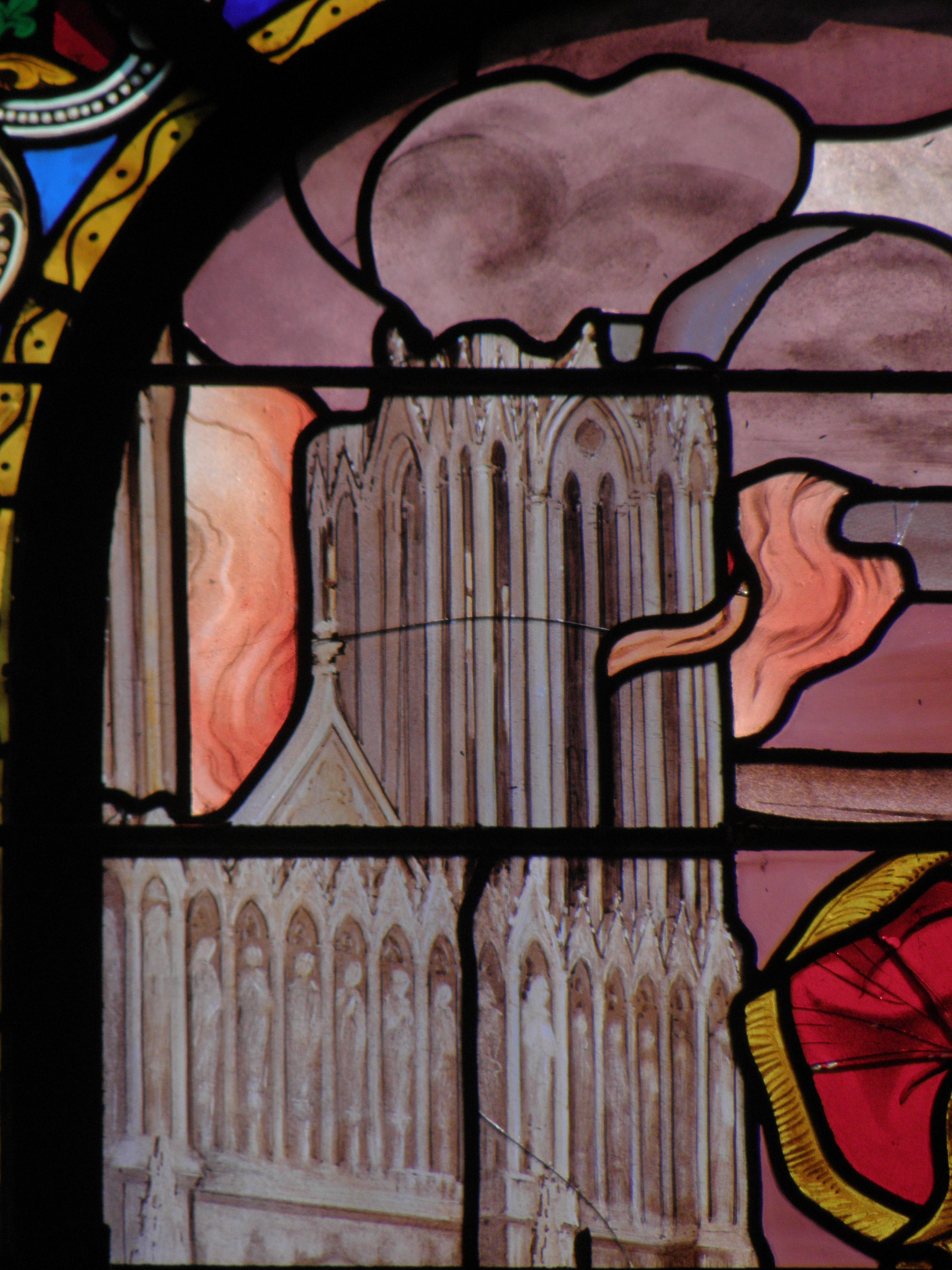
Détail.

### Eure-et-Loir

Vitraux du souvenir par Charles Lorin en Eure-et-Loir
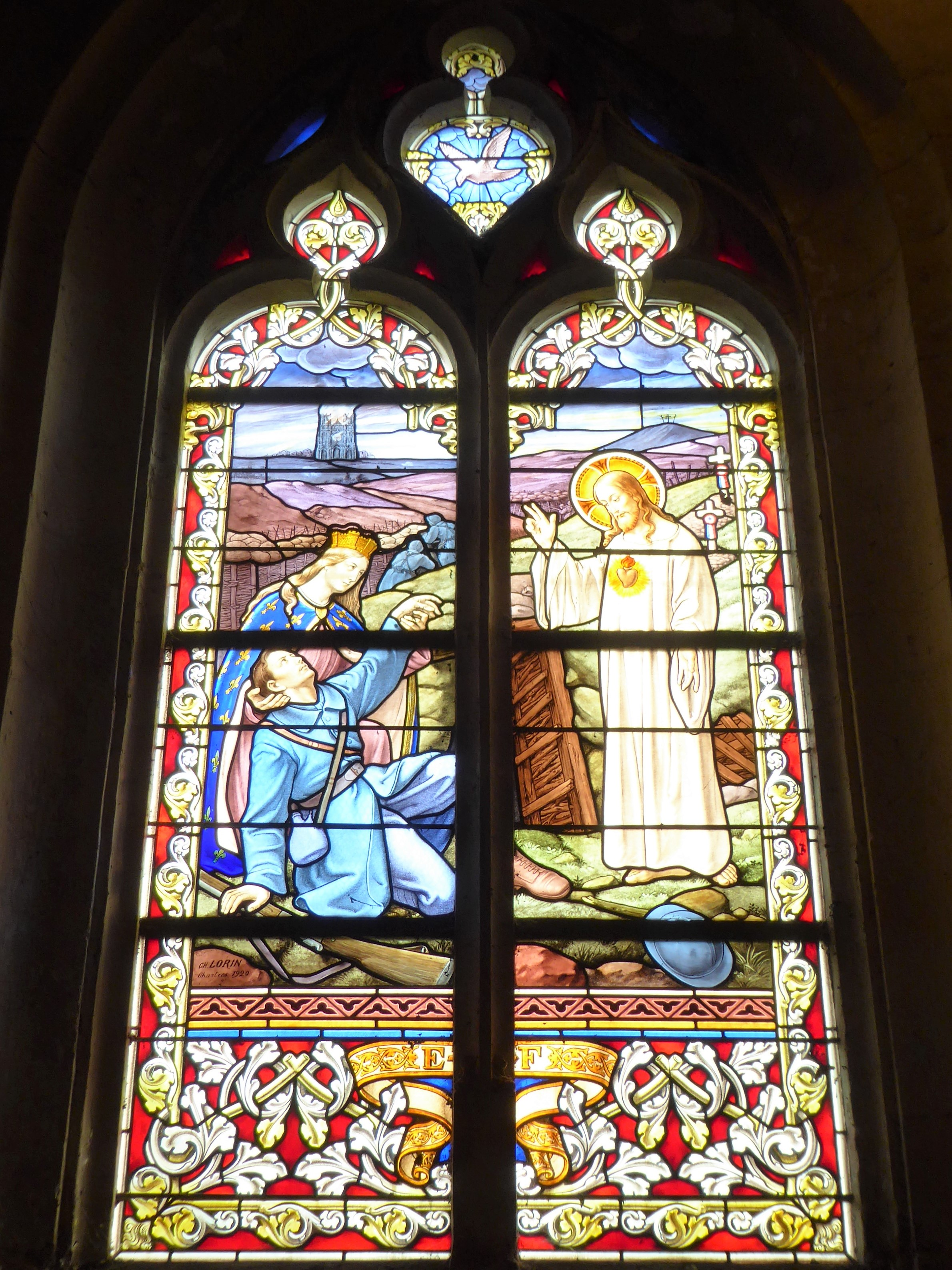
Église Notre-Dame de Chapelle-Royale, 1920.
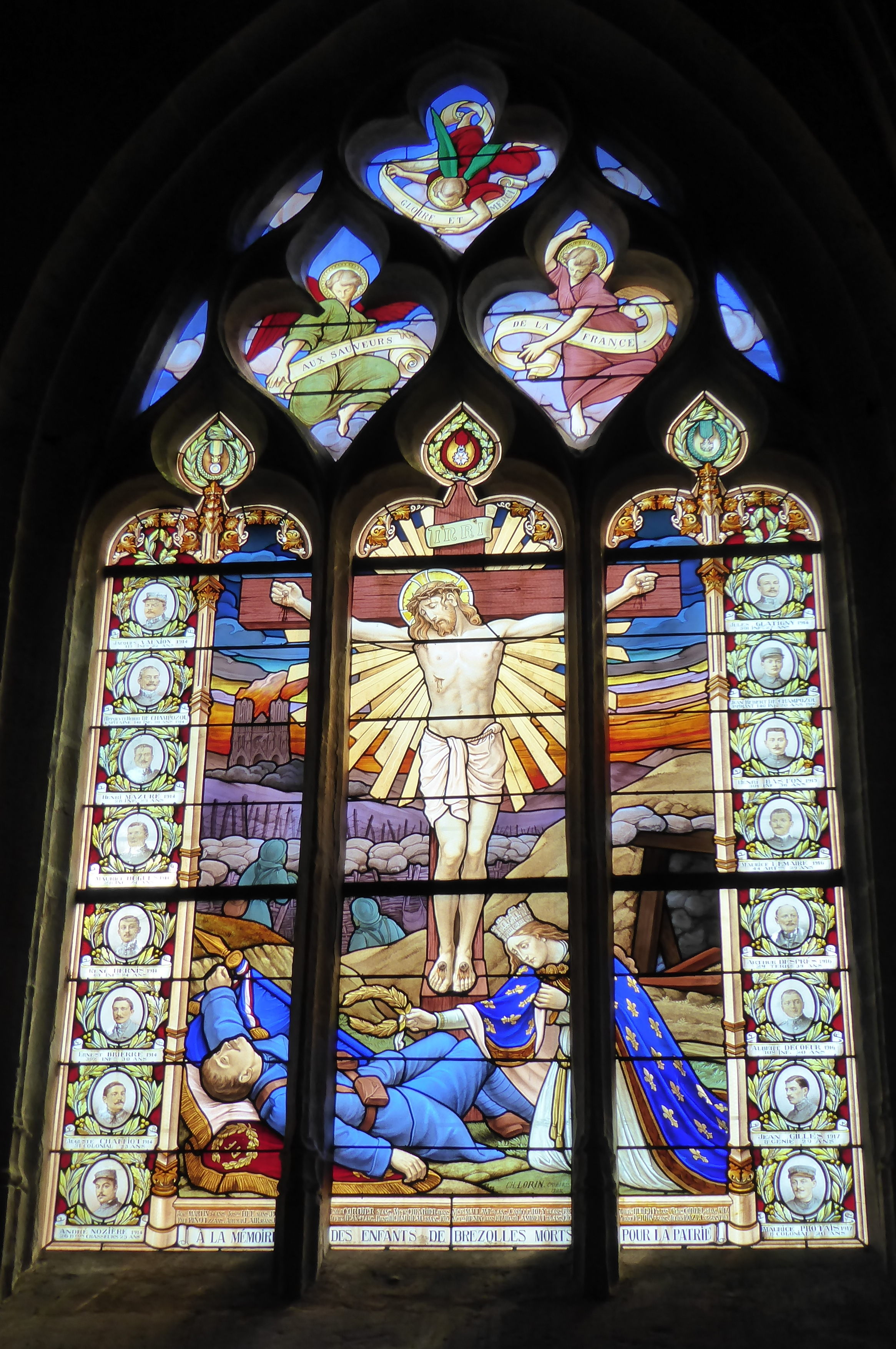
Église Saint-Nicolas de Brezolles, 1922.
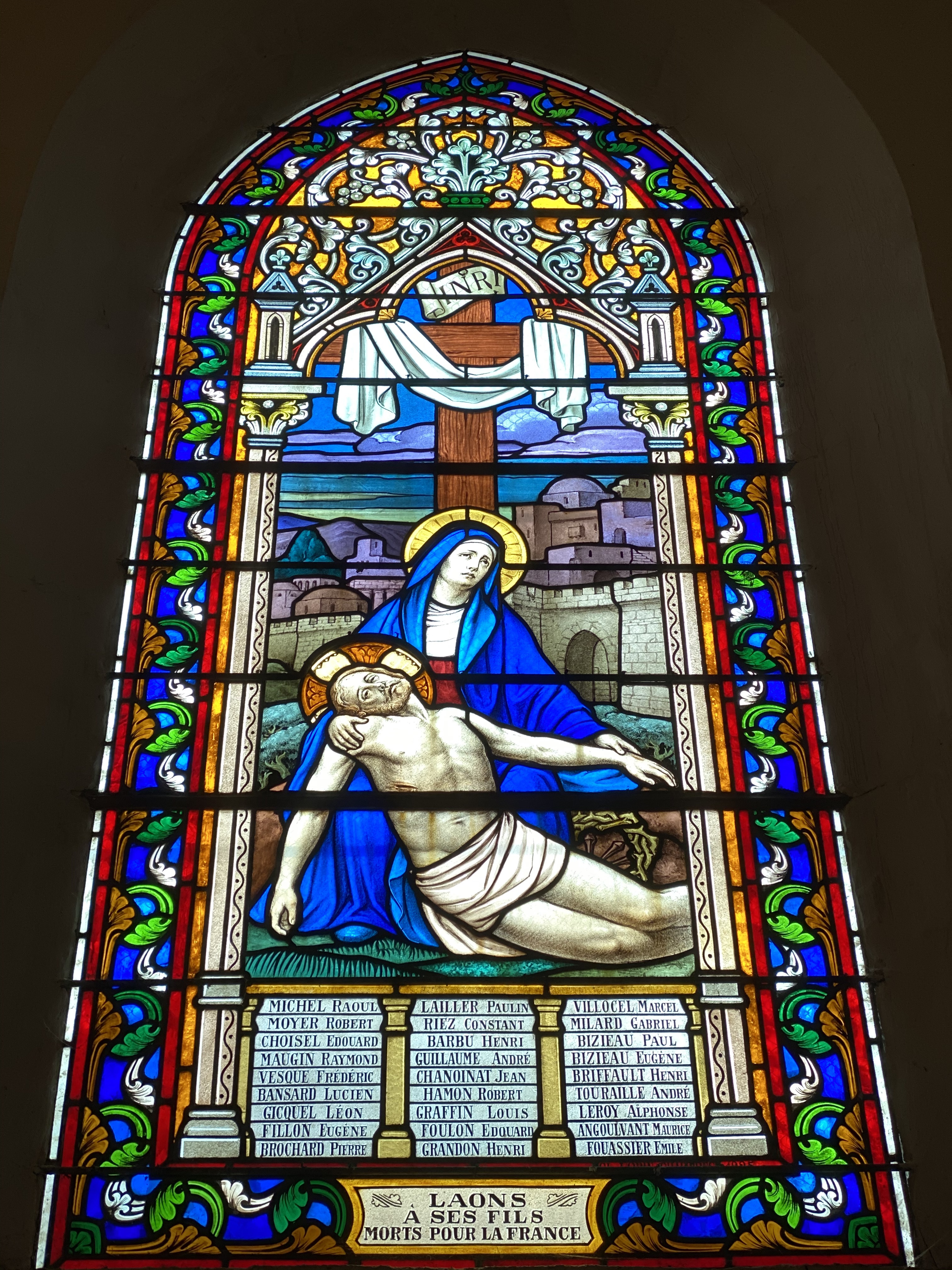
Église Saint-Martin de Laons, 1924.
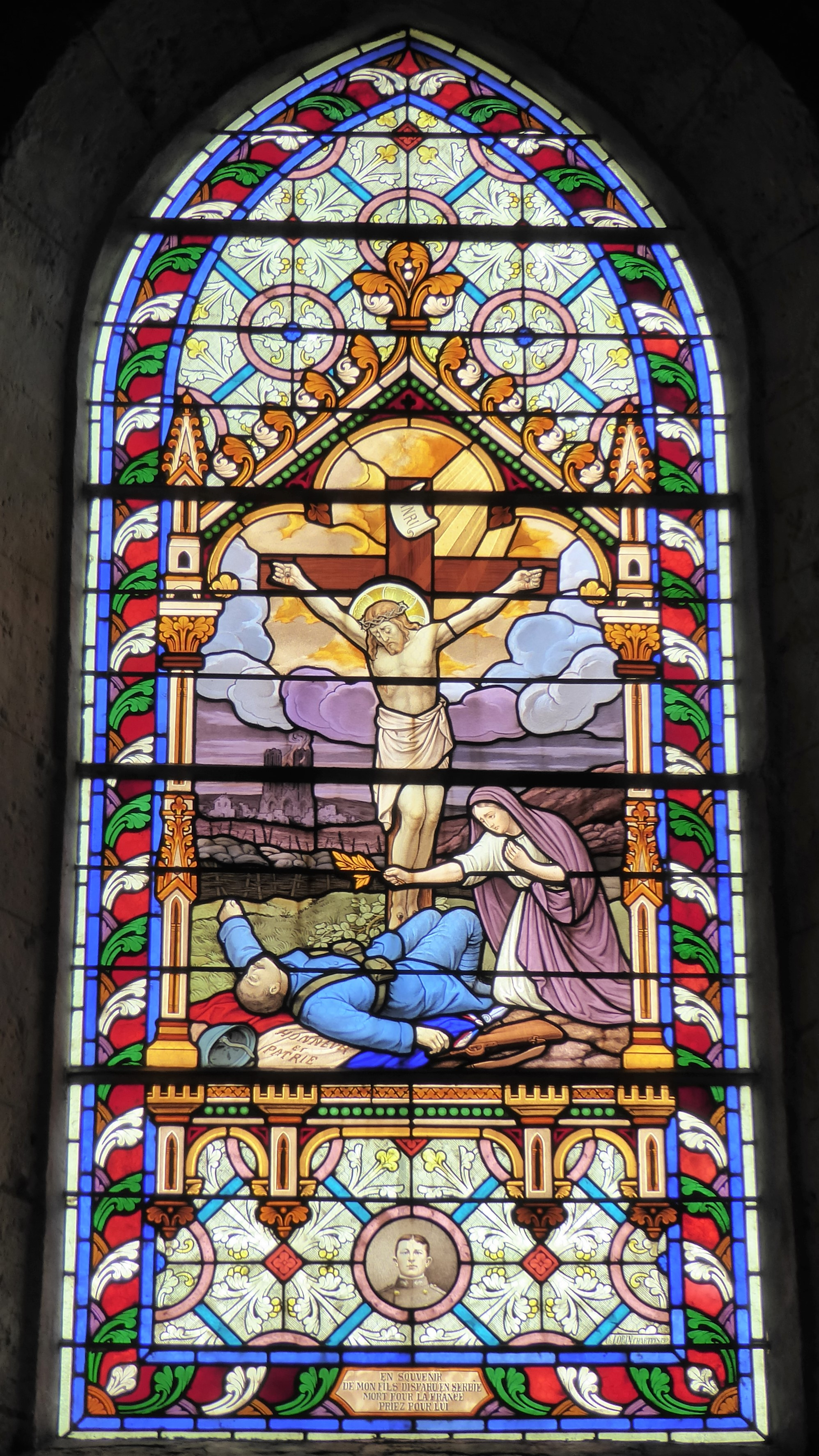
Église de Nogent-le-Phaye, 192x.

### Ille-et-Vilaine
- Église Saint-Pierre de Saint-Père-Marc-en-Poulet par Charles Lorin[2].

### Indre-et-Loire
- Cimetière de La Salle, Tours : portrait du capitaine Marcel Bouillon mort en 1915 par L. Guillon[4].

### Loire-Atlantique
- Herbignac : chapelle Notre-Dame-la-Blanche[5]
- Saint-Michel-Chef-Chef : église Saint-Michel

### Marne

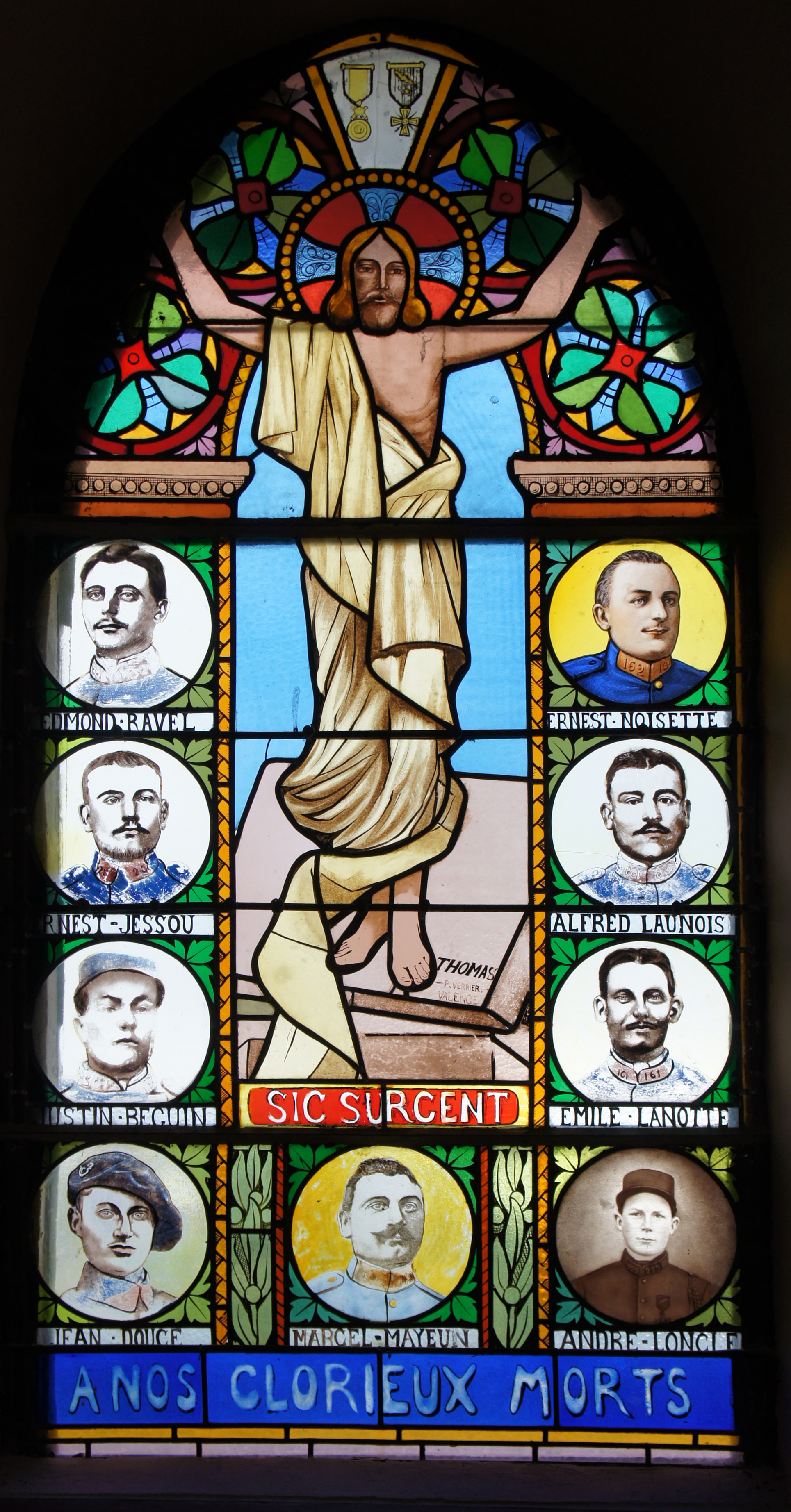
Vitrail de Saint-Imoges, Marne.

- Saint-Imoges

### Mayenne

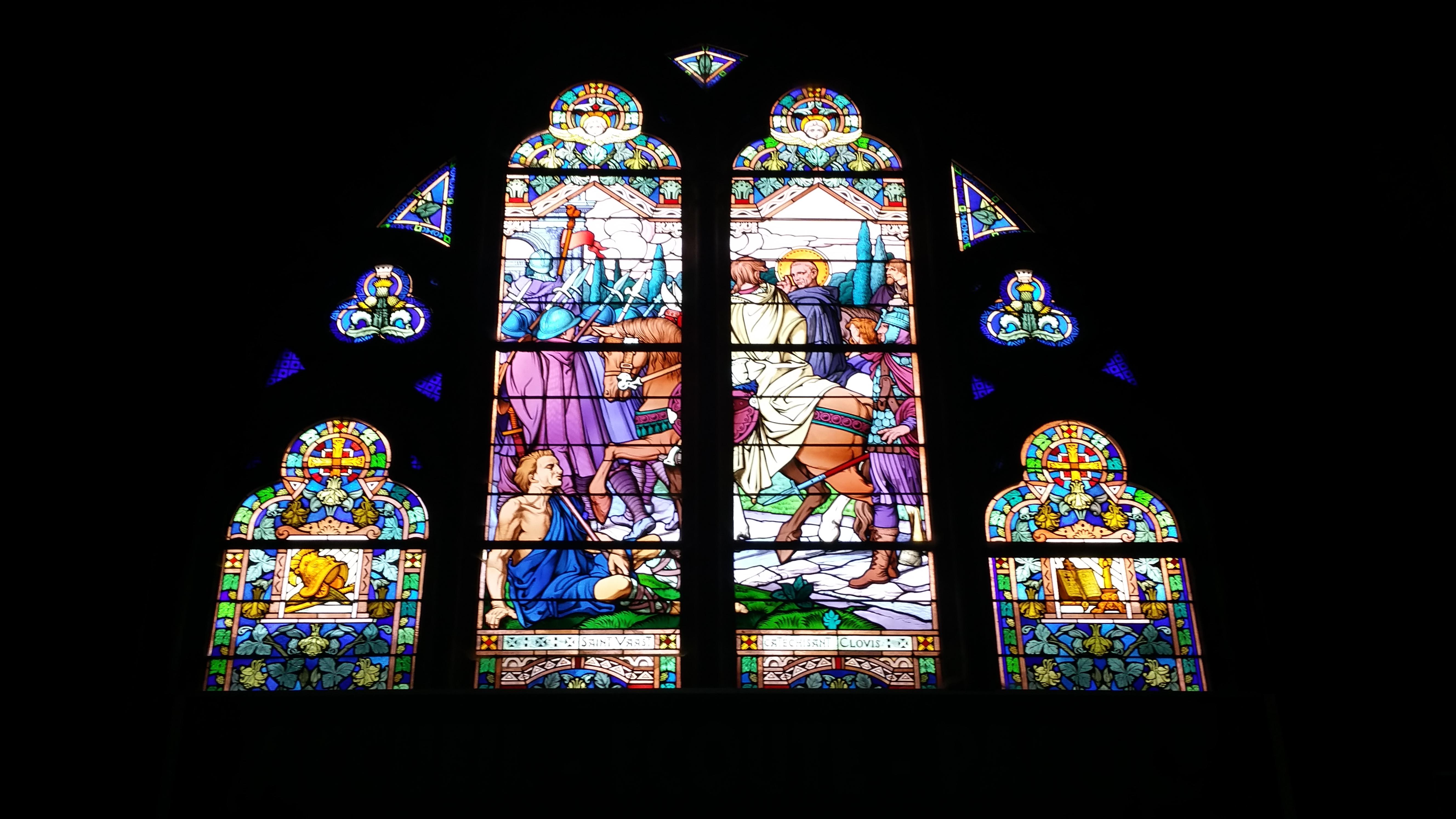
Vitrail du souvenir en hommage aux soldats français de la Première Guerre mondiale de l'église Saint-Vaast de Béthune.

- Pré-en-Pail-Saint-Samson : Église Saint-Julien de Saint-Julien-des-Églantiers

### Nord
- Fresnes-sur-Escaut : église Saint-Martin
- Quarouble : église Saint-Antoine

### Pas-de-Calais[6]
- Achiet-le-Petit : église Saint-Martin
- Agny : église Saint-Laurent
- Arras : église Saint-Géry (détruite en 1940)
- Auchy-les-Mines : église Saint-Martin
- Avion
- Barly : église Saint-Léger
- Beaumetz-lès-Cambrai : église Saint-Géry
- Beaurains : église Saint-Martin
- Bertincourt : église Notre-Dame
- Béthonsart : église Sainte-Élisabeth
- Béthune : église Saint-Vaast
- Bienvillers-au-Bois : église Saint-Martin
- Billy-Berclau : église Notre-Dame
- Billy-Montigny : église Saint-Martin
- Blairville : église Saint-Vaast
- Boisleux-au-Mont : église Saint-Vaast
- Brebières : église Saint-Vaast
- Bucquoy : église Saint-Pierre
- Courcelles-le-Comte : église Saint-Sulpice
- Cuinchy : église Saint-Pierre
- Douchy-lès-Ayette : église Saint-Vaast
- Écourt-Saint-Quentin : église Saint-Quentin
- Ervillers : église Saint-Martin
- Estrée-Cauchy : église Saint-Pierre
- Estrée-Wamin
- Framecourt : église Saint-Vulgan
- Gommecourt : église Saint-Laurent
- Graincourt-lès-Havrincourt : église Saint-Martin
- Grenay
- Guînes
- Haisnes : église Saint-Nicaise
- Hébuterne : église Saint-Vaast
- Hénin-sur-Cojeul : église Saint-Vaast
- Hulluch : église Saint-Laurent
- Isbergues : église Saint-Isbergues
- Lières : église Saint-Adrien
- Marquay : église Notre-Dame
- Marquion : église Saint-Aignan
- Méricourt
- Metz-en-Couture : église Saint-Nicolas
- Monchy-le-Preux : église Saint-Martin
- Mont-Bernanchon : église Saint-Nicaise
- Moyenneville : église Saint-Bertin
- Neuville-Saint-Vaast : église Saint-Laurent
- Neuville-Vitasse : église Saint-Martin
- Noyelles-sous-Lens : église Saint-Amand
- Quéant : église Saint-Léger
- Saudemont : église Saint-Léger
- Servins : église Saint-Martin (vitrail commémorant la Seconde Guerre mondiale)
- Tincques : église Saint-Hilaire
- Vaulx-Vraucourt : église Saint-Martin
- Westrehem : église Saint-Joseph
- Wingles : église Saint-Vaast

### Rhône
Les vitraux patriotiques du Rhône sont :
- Propières : église Saint-Georges
- Saint-Jean-d'Ardières : église Nativité de Jean-Baptiste
- Arnas : église Saint-Saturnin
- Ancy : église Saint-Pierre
- Sain-Bel : église Nativité de Saint-Jean-Baptiste
- Saint-Bonnet-des-Bruyères : église Saint-Bonnet
- Chasselay : église Saint-Martin
- Saint-Julien-sur-Bibost : église Saint-Julien
- Orliénas : église Saint-Martin
- Saint-Symphorien-d'Ozon : église Saint-Pierre